# 弐十手物語
『弐十手物語』（にじってものがたり）は、小池一夫原作・神江里見作画による日本の漫画。『週刊ポスト』（小学館）にて、1978年3月から2003年11月まで連載された。単行本は小学館からビッグコミックスレーベルで刊行され、全110巻に及んだ。テレビ時代劇にもなり、1984年に放送された。
完結後ほどなく、続編『新・弐十手物語』が『文芸ポスト』（小学館）にて2004年3月から2005年12月まで連載された。
さらに6年を経て、『新・弐十手物語 つるじろう』が『ガッツポン』（小池書院）に創刊号（2011年10月発売）からVol.5（2012年8月発売、以後休刊）まで連載された。

## 概要
大岡越前の下で同心として働く藤掛飯伍と配下の由造、菊池鶴次郎の働きを描く捕り物時代劇。序盤は飯伍を主人公にして動いていたが、後に鶴次郎を中心にした人情物語になった。

## 登場人物
菊地鶴次郎
南町奉行所同心。情に厚く、何事にも本気で向き合う性善説論者。三枚目で女にはもてないが、彼に惚れた女はみな死ぬため「死に神鶴」の異名を取る。一見なよなよと気弱に見えるが、着ている羽織を一挙動で相手の頭に被せる、という独自の捕縛術を使い、場合によってはそのまま真剣の一突きでとどめを刺す。辛い出来事を吹っ切る時には、わざと大げさに鶴の真似をする。
藤掛飯伍
同じく同心。男前で女性関係多数。厳しく触れがたいことから「狼の睾丸」の異名を取る。
羽子板の由造
飯伍の岡引。
大岡越前守忠相
鶴次郎や飯伍の上司である南町奉行。
下野の新八
公儀お庭番「猫座」の頭領。鶴次郎をやんちゃで放っておけない弟のようだと評す。また、鶴次郎は彼が倒れた際、たった一人の親友だったと泣き崩れた。
ろう女
大岡越前守の紹介で飯伍と出会い、男女の関係に。後に飯伍の妻となる。飯伍の男根の型を取った経験がある。
鬼神のお松
鶴次郎の最初の女。はりつけにより刑死。
可盃のおりん
鶴次郎の2人目の女。長年の酒の飲み過ぎにより病死。
二八そば屋のおよね
鶴次郎の3人目の女。巾着切りの元締め茶釜の栄禅一党を捕らえるも、その際に腹を刺された傷により死亡。
十六後家の千万
物陰に潜んでいた、八兵衛の子分に刺されて死亡。
閻魔小兵衛（おせん）
流産により死亡。
雲
鶴次郎にワザと嫌われるように振る舞ったのち、その元を去る。
お紺
川に沈んだ鶴次郎の十手を拾うため水死。
夢香（大門四郎兵衛）
吉原の元締の娘で、自身も遊女をしている。秋葉の紫匂から鶴次郎を庇い、撃たれる。遺言で大門四郎兵衛の跡目を鶴次郎に託し、息絶える。
花蝶
吉原の廓より身請けされ、その後は不明。
西海屋の潮女
阿芙蓉中毒に耐えるため鶴次郎に抱かれる。鶴次郎の女というわけではない。
かもめ
鶴次郎が八丈島で勤めている間に男を作ったことにより関係解消。
手づま師のお竜
複数の女関係を持つ鶴次郎に不満を持っていたが、彼の生き方を理解し、影から支えていくことを誓っていたが、その後は登場しなくなり、消息不明に。
鈴江
鶴次郎の初恋の女性。薬種問屋の店を守るため、鶴次郎と一緒になることはできないと身を引く。
お若
斬首により刑死。
娘手妻師の露之丞
鶴次郎が八丈島に行ったことでフェードアウト。
和泉屋の清良井
鶴次郎が八丈島に行ったことで別れる。
お角
護送中に海で覚悟の自殺。
おかん
鶴次郎とともに流罪地の八丈島へ。再び鶴次郎が八丈島へ訪れた時には病死していた。
助鷹の女々
上方の殺し人を束ねるこぶしの仙造に撃たれて死亡。
お杉
鶴次郎が上方に旅立ったことで別れる。物語の後半で死んだ妻として登場する。
千世
くノ一である黒髪との戦いにより死亡。
穂
くノ一である黒髪との戦いにより死亡。
くらま
鶴次郎の妻。幕府に仕える隠密組織・「猫座」の一員。
浮羽蘭
捕殺組の元締めの娘。鶴次郎に惚れていたが、婚約者の相談をしに来た際、彼女のことを想った鶴次郎に振られる。
おくま
鶴次郎を殺そうとした子分から、鶴次郎を庇い撃たれる。その後、鶴次郎に背負われながら、東照宮を訪れ、陽明門の前で息絶える。
別所伊刀
くらまを亡き者にしようとした巫女。鶴次郎の妻。くらまとも仲が良くなり、共に鶴次郎を守っている。
お来世
鶴次郎の妻。
炎
三姉妹の長女。鶴次郎の妻。
輝
三姉妹の次女。鶴次郎の妻。
灼
三姉妹の三女。鶴次郎の妻。
石出帯刀（あふち）
牢屋奉行所の奉行。男装をしている。首を刺され死亡。桃波の双子の妹であったことが後に明かされる。
たえ
薩摩の元・くノ一。鶴次郎の妻。
桃波
安倍楠女を名乗る女陰陽師。熊野への2度目の旅の際に再会する。刺されて死亡。
七輪二十五
薩摩の別式女。鶴次郎の妻として彼の側に仕える。吉原から脱出する際、追ってくる風魔衆から皆を守ったが、刺され倒れる。
きり
鶴次郎の妻。旅の疲れにより、高熱と肺炎を患い死亡。
花川戸のもやい
鶴次郎の妻。一度、彼女の事を考え、自身を死んだことにして別れたが、いつの間にか復縁している。襲われて死亡。
加務風泊
鶴次郎の妻。桔梗屋敷で医者として働いていたが、全焼後は消息不明。
お涼
鶴次郎の妻。大奥で女中達に乗り移ったあの世の妻たちの中にいた事から、死んだと思われる。
左橋寛子
真言立川流の女陰陽師。刺されて死亡。
おとき
鶴次郎の妻。鶴次郎とその妻達の生活を支える為、美濃屋へと戻る。
小面真菰
鶴次郎の妻。
お吉
くノ一。鶴次郎の妻。現在は尼寺で尼として過ごしている。
井草兼
奉行の娘で、貧乏神と呼ばれていた大女。鶴次郎に惚れ徐々に痩せていき、父ですら驚くほどの美人になる。鶴次郎の妻。父の仇を討とうとするが、斬られて死亡。
牙走り（綾）
鶴次郎の妻。
卯女
鶴次郎の妻。刺されて死亡。
柳生真比等
鶴次郎の妻。
漁火のおけい
鶴次郎の妻。
綾姫
鶴次郎の妻。
亀緒
色くノ一。鶴次郎の妻。自害する。
蜂橋死能
鶴次郎の妻。

## テレビドラマ
テレビドラマ版は1984年4月12日から同年7月12日まで、フジテレビ系列の毎週木曜22:00 - 22:54（JST）に放送。この枠では初の1時間連続時代劇で、最初は約6か月、全24話の予定でスタート。視聴率は第1話は10.1％（ビデオリサーチ、関東地方）だったが、第2話以降は平均5％台と低迷し、わずか3か月、13回で打ち切りになった。

### 出演者
- 藤掛飯伍-名高達郎
- 摺吉-野口五郎
- ろう女-かとうかずこ
- 八百吉-渡辺謙
- 菊池鶴次郎-泉谷しげる
- 我毛大軒-阿藤海
- 南町同心・三宅-織本順吉
- 大岡忠相-萬屋錦之介(特別出演)
- -斉藤絵里（ミス映画村）

ほか

### スタッフ
- 企画：能村庸一、松平乗道
- プロデューサー：加藤貢
- プロデューサー補：亀岡正人、香月純一
- 脚本：放映リスト参照
- 音楽：宇崎竜童
- 監督：放映リスト参照
- 制作：東映、フジテレビ

### 主題歌
「一人が好きですか」
- 作詞：小椋佳／作曲：筒美京平／編曲：若草恵／歌：野口五郎

### 放映リスト
| 各話   | 放送日         | サブタイトル               | 脚本              | 監督       | ゲスト |
| ------ | -------------- | -------------------------- | ----------------- | ---------- | --- |
| 第1話  | 1984年 4月12日 | 狼と鶴                     | 志村正浩          | 工藤栄一   | 上州屋正右衛門：小池朝雄、土田：犬塚弘、北見唯一、 お常：山口美也子、梅造：岩尾正隆、丑蔵：勝野賢三                                                     |
| 第2話  | 1984年 4月19日 | 恐雨の向うから             | 志村正浩          | 工藤栄一   | 常吉：中村嘉葎雄、お島：金沢碧、 遠州屋徳之助：菅貫太郎、石出帯刀：藤巻潤                                                                               |
| 第3話  | 1984年 4月26日 | 鬼神の女                   | 野波静雄          | 小野田嘉幹 | 鬼神のお松：山本みどり、政：平泉成、勢力：五味竜太郎 |
| 第4話  | 1984年 5月10日 | 新米                       | 古田求            | 牧口雄二   | 彦坂陣内：芦屋雁之助、手塚理美、 おいま：初井言榮、袖屋丹兵衛：鈴木瑞穂、暗闇の忠兵衛：黒部進                                                           |
| 第5話  | 1984年 5月17日 | やさしい男                 | 山田隆之          | 牧口雄二   | 松造：伊藤敏八、お美乃：菊地優子、 お舟御前：内田良平、海猫の才蔵：鹿内孝、浜田晃                                                                       |
| 第6話  | 1984年 5月24日 | 売れ残り                   | 下飯坂菊馬        | 太田昭和   | およね：浅利香津代、加藤嘉、 煙の重蔵：出光元、片桐竜次                                                                                                 |
| 第7話  | 1984年 5月31日 | 顔のない悪魔               | 中村勝行          | 原田雄一   | おさと：沢田和美、伊勢屋：内藤武敏、 大林隆介、以蔵：福本清三                                                                                           |
| 第8話  | 1984年 6月7日  | 雨蛙が愛した女             | 中村努            | 太田昭和   | おゆう：范文雀、信介：蟹江敬三、小柳圭子 |
| 第9話  | 1984年 6月14日 | 散歩する死者               | 志村正浩          | 原田雄一   | 藤乃：本阿弥周子、河野源蔵：和崎俊哉、おきみ：三浦リカ、 村上大学：深江章喜、太田備中守：原口剛、曽根晴美、森川弥之助：西田健                           |
| 第10話 | 1984年 6月21日 | 女の甘い罠                 | 古田求            | 小野田嘉幹 | おうめ：あべ静江、袖屋丹兵衛：鈴木瑞穂、稲取の半兵衛：江幡高志、 根津の留吉：花上晃、仙蔵：きくち英一、雪絵ゆき、加納みゆき、鈴川法子                   |
| 第11話 | 1984年 6月28日 | 六人の容疑者               | 保利吉紀          | 小野田嘉幹 | 歌吉：なべおさみ、真鍋山左衛門：長谷川明男、おしの：泉じゅん、おとよ：風祭ゆき、 伊助：林家珍平、久兵衛：藤岡重慶、店主：梅津栄、治八：岡部正純、岡八郎 |
| 第12話 | 1984年 7月5日  | 吉原恋心中                 | 本田英郎          | 原田雄一   | 藤枝外記：林与一、おきよ：かたせ梨乃、与平：綿引勝彦、綾衣：西崎みどり、 諏江軍十郎：真田健一郎、西田屋伝右衛門：小沢象、川浪公次郎                     |
| 最終話 | 1984年 7月12日 | 越前、誘拐! 三十一文字の謎 | 中村勝行 保利吉紀 | 原田雄一   | お涼：三林京子、遠藤征慈、弁造：内田勝正、石出帯刀：藤巻潤、 弥七：野口貴史、牢名主：小田部通麿、河合絃司、甚八：妹尾和夫                               |

### ネット配信
- 2024年9月1日より、YouTube「東映時代劇YouTube」の「据置枠」で、第1話と第2話の常時無料配信が行われている。